# March (vandring)
 For alternative betydninger, se March. (Se også artikler, som begynder med March)
March refererer normalt til en velordnet række af mennesker til repræsentative, demonstrerende eller militære formål. Men selv en længere gåtur eller tur til fods kan beskrives som en march.